# 2355 Nei Monggol
2355 Nei Monggol (1978 UV1) là một tiểu hành tinh vành đai chính.